# Nœud de chaise double en huit
Le nœud de chaise double en huit, appelé aussi nœud de fusion est un nœud de boucles de milieu de corde, qui permet de réaliser deux boucles. Ce nœud est dérivé du nœud de chaise double sur son double.

## Origine
Le nœud de chaise double en huit a été introduit en France en 1998 par Philippe Bence, spéléologue reconnu, cordiste et grimpeur ariegois. L'objectif était de trouver une solution technique à un problème rencontré avec l'utilisation de cordes de petit diamètre. Il a été testé et utilisé depuis cette date par de nombreux spéléologues d'exploration de son entourage. Les cordistes et spéléologues l'ont adopté en remplacement du nœud de chaise double sur son double après des tests réalisés en 2010, qui ont montré que le nœud de chaise double peut glisser et se dénouer lorsqu'il subit une traction dans une seule boucle. L'École Française de Spéléologie a diffusé en 2012 une vidéo montrant le danger de se longer dans une seule boucle du nœud de chaise double.
Le nom de « fusion » donné par Phil Bence, reflète le compromis réalisé entre le nœud de Mickey et le nœud de chaise double. 
L'invention du nœud est revendiquée par le chef des pompiers de Key West, l'américain Mike Karash, à la fin des années 1980.

## Usage en spéléologie
Le nœud de fusion, comme le nœud de Mickey, est réalisé pour répartir la charge en « Y » entre deux amarrages.
L'École Française de Spéléologie atteste que l'utilisateur peut se longer dans une seule boucle du nœud de fusion sans que se déclenche le phénomène décrit par le DPMC. Attention : quel que soit le nœud utilisé, si une seule boucle est utilisée, le mousqueton de longe doit s'insérer dans la boucle (un seul brin dans le mousqueton), et non pas autour de la boucle (deux brins) : en effet, dans ce dernier cas, la rupture de l'amarrage entrainerait la chute irrémédiable du spéléologue.

## Intérêt
Le nœud est légèrement auto-répartiteur à la mise en charge.
Le nœud de fusion est facile à dénouer après mise en charge.

## Réalisation
À l'instar du nœud de huit par rapport au nœud simple, le nœud de fusion se construit en ajoutant un demi-tour supplémentaire lors de la réalisation du nœud de chaise double sur son double.

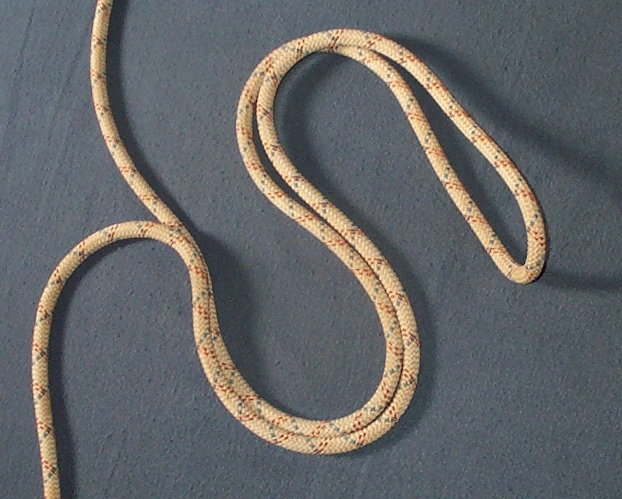
Mesurer, avec la corde doublée en ganse, deux fois l'espace entre les amarrages ;
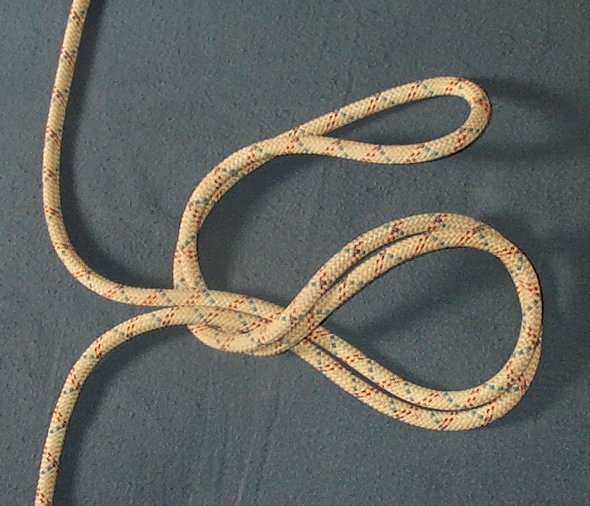
réaliser un nœud de huit avec les deux brins de la ganse ;
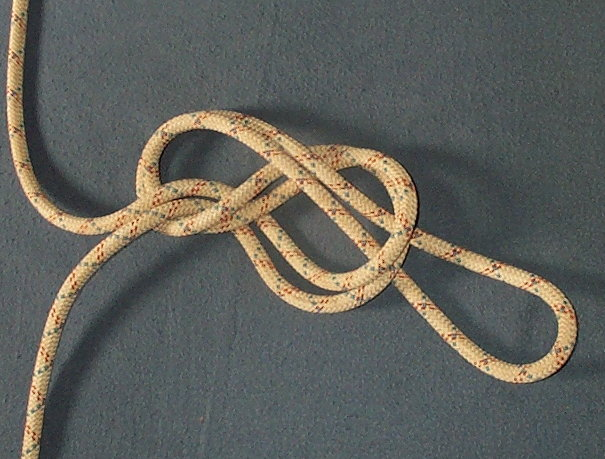
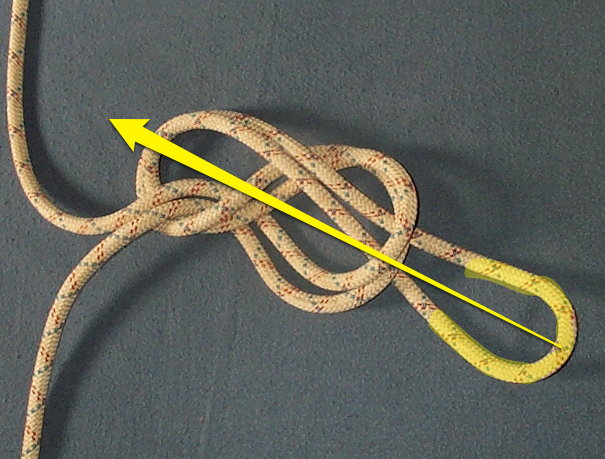
avec la boucle ainsi réalisée, coiffer le nœud ;
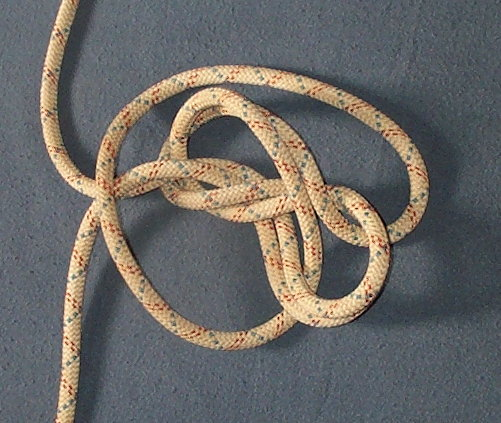
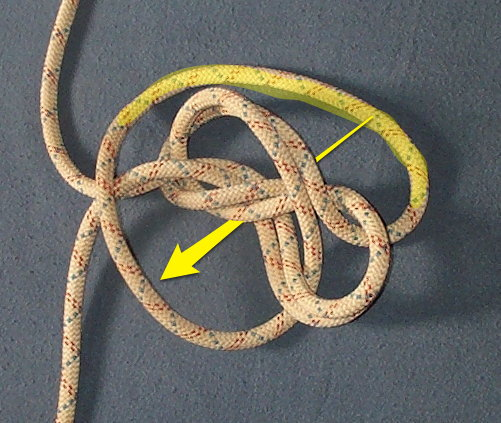
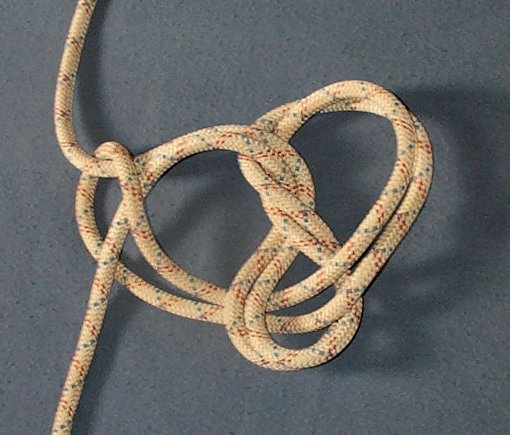
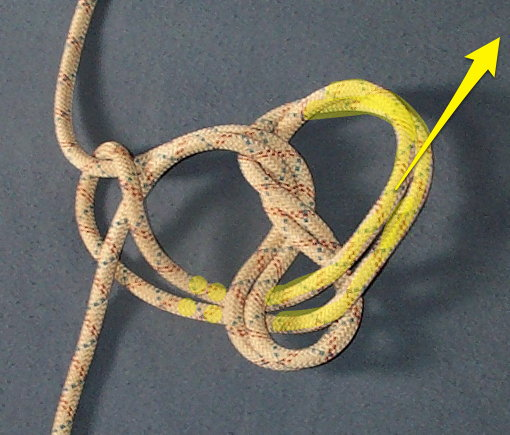
réduire la coiffe en tirant sur les brins qui sont à l'origine de celle-ci ;
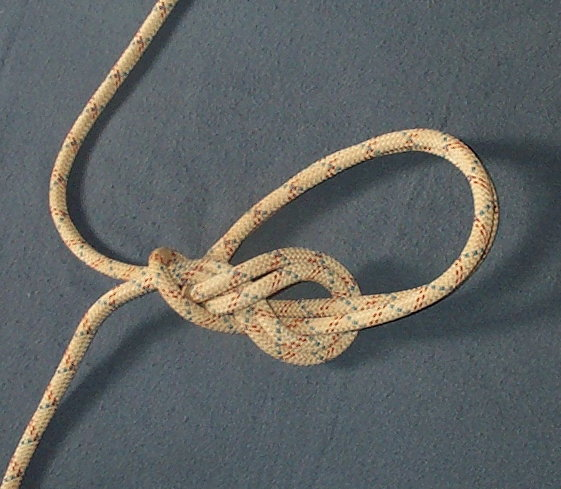
on obtient les deux boucles souhaitées.
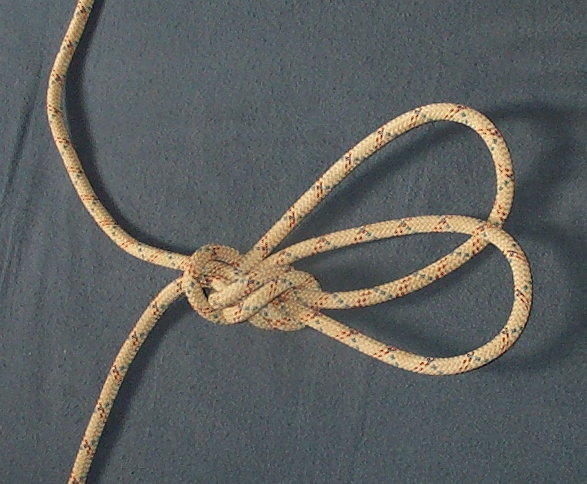
Serrer.